# Томаш Ріго
Томаш Ріго (словац. Tomáš Rigo, нар. 3 липня 2002, Попрад) — словацький футболіст, півзахисник чеського клубу «Банік».
Виступав, зокрема, за клуби «Славія» та «Граффін» (Влашим), а також національну збірну Словаччини.

## Клубна кар'єра
Народився 3 липня 2002 року в місті Попрад. Вихованець юнацьких команд футбольних клубів «ФАМ Попрад», «Попрад», «Татран», «Ружомберок», «Славія».
У дорослому футболі дебютував 2020 року виступами за команду «Славія» II, в якій того року взяв участь у 5 матчах чемпіонату. 
Своєю грою за цю команду привернув увагу представників тренерського штабу клубу «Славія», до складу якого приєднався 2020 року. Відіграв за празьку команду наступний сезон своєї ігрової кар'єри.
У 2021 році орендований клубом «Граффін» (Влашим), у складі якого провів наступні два роки своєї кар'єри гравця. Більшість часу, проведеного у складі «Граффіна», був основним гравцем команди.
До складу клубу «Банік» приєднався 2023 року. Станом на 9 червня 2024 року відіграв за команду з Острави 31 матч в національному чемпіонаті.

## Виступи за збірні
У 2018 році дебютував у складі юнацької збірної Словаччини (U-18), загалом на юнацькому рівні взяв участь у 5 іграх, відзначившись одним забитим голом.
У 2021 році залучався до складу молодіжної збірної Словаччини. На молодіжному рівні зіграв у 10 офіційних матчах, забив 1 гол.
У 2024 році дебютував в офіційних матчах у складі національної збірної Словаччини.